# Wilson Marion Cooper
Wilson Marion Cooper (17 décembre 1850 – 17 juillet 1916) de Dothan, Alabama, est un musicien et professeur de musique rattaché à la tradition du Sacred Harp. Marion Cooper est né dans le comté de Henry en Alabama, fils de W. S. et Elizabeth Ann (Oates) Cooper. Il était le cousin du gouverneur de l’Alabama, William C. Oates.

## Vue d'ensemble
En 1902, W. M. Cooper a réalisé une révision du livre de chant de Benjamin Franklin White The Sacred Harp paru initialement en 1844 et qui avait déjà été révisé à plusieurs reprises depuis cette date. A l'occasion de cette révision, W. M. Cooper a transposé certains chants, modifiant leur tonalité, et a remplacé certains titres de chants publiés dans les éditions précédentes par des titres descriptifs basés sur les textes des chants. Par ailleurs, certains chants ont été retirés et remplacés par des nouveaux.
L’apport le plus significatif de ce livre a peut-être été l’ajout de parties alto aux chants, dont la majorité étaient à l’origine écrits à seulement trois voix (treble ou soprano, ténor et basse). Cooper écrivit lui-même la plupart des lignes d’alto, bien que sa fille Anna Blackshear et d’autres personnes en composèrent également. Convaincu que cet apport était significatif et unique, Cooper poursuivit en justice Joseph Stephen James (en) après que celui-ci eut publié une édition de The Sacred Harp en 1911 dans laquelle il y avait également des parties d’alto. Les altos de l’édition de James (dont la plupart avaient été écrits par Seaborn McDaniel Denson (en)) étaient très proches des altos publiés précédemment par Cooper. En 1914, un juge se prononça en faveur de James, et conclut : « On peut considérer qu’une partie alto améliore un chant dans certaines limites, et c’est probablement le cas ; mais il est difficile d’affirmer que c’est une composition originale, au moins dans le sens des lois sur les copyrights… Mon opinion est que M. James n’a pas enfreint les droits légitimes de Cooper sur le Sacred Harp… »
Certains musicologues pensent que l’ajout des parties alto aux chants du Sacred Harp a profondément changé leur texture. Dans The Alto Parts in the 'True Dispersed Harmony' of The Sacred Harp Revisions, Wallace McKenzie affirme que les altos ajoutés, en particulier dans le "Cooper book" suivent les principes de la « véritable dispersed harmony » et n’altèrent pas la texture de la musique. McKenzie écrit, « les altos de Cooper maintiennent des traits caractéristiques du style de contrepoint harmonique décrit ci-dessus de meilleure façon que les altos de Denson… Dans les deux livres cependant les mélodies de l’alto sont cohérentes avec le style de contrepoint harmonique de ces pièces à trois voix. »
Les parties d’alto ajoutées par Cooper dans le style et la texture du Sacred Harp de Benjamin Franklin White] et de Elisha J. King révèlent sa connaissance et son respect de cette tradition. Cependant, Cooper a choisi d’ajouter un autre style de chant à la tradition – les chants gospel de la fin du XIXe siècle. Durant cette période, la notation à sept shape notes et le style gospel commençaient à empiéter sérieusement sur le territoire et la popularité du Sacred Harp. Avec la Ruebush-Kieffer Publishing Company et d’autres, la notation à sept shapes devenait la première notation du Sud. Certains leaders du Sacred Harp (en particulier James et ses collègues) ont répondu en rejetant à la fois le gospel et la notation à sept shapes. Cooper décida de maintenir la notation à quatre shape notes, mais incorpora certains chants de style gospel dans son livre – par exemple, Beautiful River (Shall we gather at the River) et Sweet By and By. Cooper essaya aussi de placer la notation sur deux portées au lieu de quatre, mais cette expérimentation fut rejetée par ses soutiens.
La révision Cooper du Sacred Harp fut adoptée largement dans beaucoup de régions du Sud, telles que la Floride, le sud de l’Alabama, le sud de la Géorgie et le Texas, où ce fut le livre prédominant de Sacred Harp jusqu’à nos jours. Le « Cooper book » ou le "Blue book" (en raison de la couleur de sa couverture), comme on l’appelle souvent, fut ensuite à nouveau révisé par Cooper lui-même en 1907 et 1909 ; et depuis lors ce livre fut supervisé par un comité éditorial, qui produisit de nouvelles éditions en 1927, 1950, 1960, 1992, 2000, 2006 et 2012. Des recherches récentes ont révélé que quelques chants ont été ajoutés au livre entre 1909 et 1927. Cooper publia également un périodique musical mensuel, Zion Songster (Le Chanteur de Sion), à Dothan au début du XXe siècle.

## Famille
Cooper épousa Mary S. Hayes, fille de George W. et Nancy Hayes. Ses enfants sont George Hayes Cooper (1880-1929), A. W. Cooper (1886-1911), qui fut avocate à Dothan et à Luverne, et Anna L. Cooper (Mme R. D. Blackshear 1877-1957), qui a assisté son père dans l’écriture des parties alto pour la révision. Elle et son mari, Dr. Randall David Blackshear (1861-1941), étaient les propriétaires et publiaient le Revised Sacred Harp après la mort de Cooper.
En plus de la musique, W. M. Cooper travailla comme fermier, enseignant et agent d’assurances. On sait qu’il vécut dans au moins quatre comtés de l’Alabama – Coffee, Dale, Henry et Houston. Il se présenta à l’élection du Superintendant des écoles du Comté de Houston en 1912. Mary mourut en 1901 et est enterrée au cimetière méthodiste du Vieux Tabernacle dans le Comté de Coffee en Alabama.
W. M. Cooper mourut à Palm Beach en Floride, et est enterré au cimetière de la ville de Dothan, dans le comté de Houston en Alabama.